# 科学公园站 (深圳)
科学公园站是一個深圳地铁6号线的地铁车站，位于中國广东省深圳市光明区规划东楼二路与规划公园大道交叉路口以南，于2020年8月18日启用。

## 车站结构
科学公园站为高架三层岛式车站。
本站设置于布龙路中央分隔带上，采用建桥合一结构，一层设置设备房。

### 楼层
| 地上三层          | 月台 | \| \| \| 6號線往松岗（楼村） \| \| 島式 · 開左邊车门 \| \| \| \| \| \| 6號線往科学馆（光明） \| |
| 地上二层          | 站厅 | 旅客服务、售票机、车站控制室                                                                    |
| 地面              | -    | 出入口、设备机房                                                                                |
|                   |      | 6號線往松岗（楼村）                                                                             |
| 島式 · 開左邊车门 |      |                                                                                                 |
|                   |      | 6號線往科学馆（光明）                                                                           |

### 出入口
科学公园站共设有四个出入口，其中A、D口设有垂直电梯。

由于车站周边道路并未完工，车站仅启用A、B口供楼村旧村居民使用，其余出口暂不启用。
| 出口编号                                                     | 主出口图片 | 垂直电梯图片 | 建议前往的目的地            |
| ------------------------------------------------------------ | ---------- | ------------ | --------------------------- |
| · 垂直电梯暂不启用                                           |            |              | 科学大道南侧（东）          |
| 出口 · B · 盲道标志 · 无障碍通道标志 · 扶手电梯标志          |            | 不适用       | 科学大道南侧（西） 楼村旧村 |
| · 暂不启用                                                   |            | 不适用       | 科学大道南侧（西）          |
| · 暂不启用 · 坡道位于垂直电梯处                              |            |              | 科学大道南侧（东）          |
| 註： 設有 \| 設有 \| 設有 \| 設有扶手電梯 \|（科学大道在建） |            |              |                             |

### 车站艺术
| 站台                    |
| ----------------------- |
|                         |
| 《对话》 艺术家：卢远良 |

## 历史

### 规划及建设
（待补充）

2020年8月18日，本站随深圳地铁6号线一同启用。

### 2022年疫情停运
2022年3月13日，因新一期2019年冠状病毒病疫情袭击，深圳市卫生健康委员会宣布从2022年3月14日起，全市公交、地铁停运，本站也包括在内。

2022年3月20日，深圳市卫生健康委员会宣布从2022年3月21日起，除部分站点外，公交、地铁全面恢复运行。

## 接駁交通
由于科学公园站周边道路并未完工，目前除步行外并无任何交通方式可进入车站。

## 相关图像
- 站厅
- 站台
- 站名书法字